# Mélaka
 (novembre 2011).
Si vous disposez d'ouvrages ou d'articles de référence ou si vous connaissez des sites web de qualité traitant du thème abordé ici, merci de compléter l'article en donnant les références utiles à sa vérifiabilité et en les liant à la section « Notes et références ».
Mélanie Karali, dite Mélaka, née le 30 décembre 1977 à Paris, est une autrice et dessinatrice de bande dessinée française.

## Biographie
Elle est la fille de l'écrivaine Anne Duguël (Gudule) et du dessinateur et éditeur de bandes dessinées Paul Karali (Carali), et la nièce du dessinateur de bandes dessinées Édouard Karali (Édika). 
Après avoir été parisienne pendant quelques années et notamment suivi une partie de sa scolarité au Lycée autogéré de Paris (LAP), Mélaka vit depuis 2008 à Puycelsi avec Reno. Son frère Olivier Karali est également auteur de bandes dessinées, sous le nom d'Olivier Ka (série des Amédée Bill dans la revue Psikopat). 
Elle a joué en 1997 un petit rôle dans le film de Jean Rollin Les Deux Orphelines vampires. Dès 1998, elle travaille à la revue Psikopat en tant que maquettiste et secrétaire de rédaction, et entre 2004 et 2005, elle participe au magazine Spirou en compagnie des dessinatrices Cha et Laurel, avec leur rubrique 33 rue Carambole.
Melaka a créé un blog BD. 
Début mars 2017, en vue de l'élection présidentielle française, elle publie sur Internet avec Reno L'Avenir en commun, une bande dessinée inspirée du programme de la France insoumise et de Jean-Luc Mélenchon,,.
Elle scénarise et dessine plusieurs bande-dessinées éditées en album, dont Sous les bouclettes en 2018, bien accueilli par la critique bd,,,,.
Avec la fin du magazine Psikopat, elle lance en 2019 avec Reno Mazette, nouveau média en ligne consacré à la bande-dessinée et au dessin de presse, lancé grâce à une campagne de financement participatif en ligne réussie. En juin 2021, le média lance et réussit un appel à financement via un financement participatif pour continuer son activité. Début 2022, juste avant l'élections présidentielle française, le média tire sa révérence en lançant un cri d'alerte pour qu'Emmanuel Macron ne soit pas réélu et pour que les lecteurs s'orientent vers le programme de La France insoumise.

## Publications
- Envie de bébé, Le reb', 2003
- Romain, L'Association, 2003  (ISBN 2-84414-141-2)
- Olivier Ka, ill. de Mélaka, Nénesse, chien de vieux, Le Reb, 2004
- L'ange ordinaire, Le Cycliste, 2006  (ISBN 2-91224-993-7)Écrit avec Olivier Ka.
- Dans ma tête, Éditions du nombril, 2013
- L'Avenir en commun, publié sur Internet, 2017 (lire en ligne)

Coécrit avec Reno, assistés d'Olivier Tonneau.
- Sous les bouclettes, Delcourt, 2018  (ISBN 978-2-413-00013-6)
- La Rose et l'Olivier, Delcourt, 2025  (ISBN 978-2-413-08330-6)

## Prix et distinctions
- 2019 : Prix Artémisia du témoignage pour Sous les bouclettes[14]